# Basz Barat
Basz Barat – wieś w Iranie, w ostanie Azerbejdżan Zachodni, w szahrestanie Takab. W 2006 roku liczyła 426 mieszkańców.